# Abborrasjön (Vrå socken, Småland)
Abborrasjön är en sjö i Ljungby kommun i Småland och ingår i Lagans huvudavrinningsområde. Sjöns area är 0,014 kvadratkilometer och den är belägen 170 meter över havet.